# Mathieu Villanova
Mathieu Villanova est un footballeur français né le 9 juillet 1925 à Lopigna (Corse) et décédé le 26 août 2012 à Pertuis (Vaucluse).

## Biographie
Mathieu Villanova évolue au Stade de Reims à sa grande époque : il y joue 45 matches et inscrit cinq buts en championnat comme ailier droit de 1949 à 1952. Il participe à la victoire en Coupe de France en 1950. Il termine 3e du championnat de France, la même année.
En 1952, il part au FC Rouen avant de rejoindre deux saisons plus tard le FC Grenoble où il termine sa carrière professionnelle en 1956.

## Palmarès
- Vainqueur de la Coupe de France en 1950 avec le Stade de Reims